# Dòngola
|  | No s'ha de confondre amb Dongola. |

Dòngola és la pell de moltó, cabra o vedella, adobada, que s'utilitza en adoberia per fer sabates. El terme es refereix sobretot a la pell emprada per fer l'empenya de la sabata, i per extensió s'usa també com a sinònim d'empenya (que és la part de la sabata que queda sobre el peu).